# Xenotemna pallorana
Xenotemna pallorana är en fjärilsart som beskrevs av Robinson 1869. Xenotemna pallorana ingår i släktet Xenotemna och familjen vecklare. Inga underarter finns listade i Catalogue of Life.